# Mouvement diurne
 (octobre 2024).
Si vous disposez d'ouvrages ou d'articles de référence ou si vous connaissez des sites web de qualité traitant du thème abordé ici, merci de compléter l'article en donnant les références utiles à sa vérifiabilité et en les liant à la section « Notes et références ».

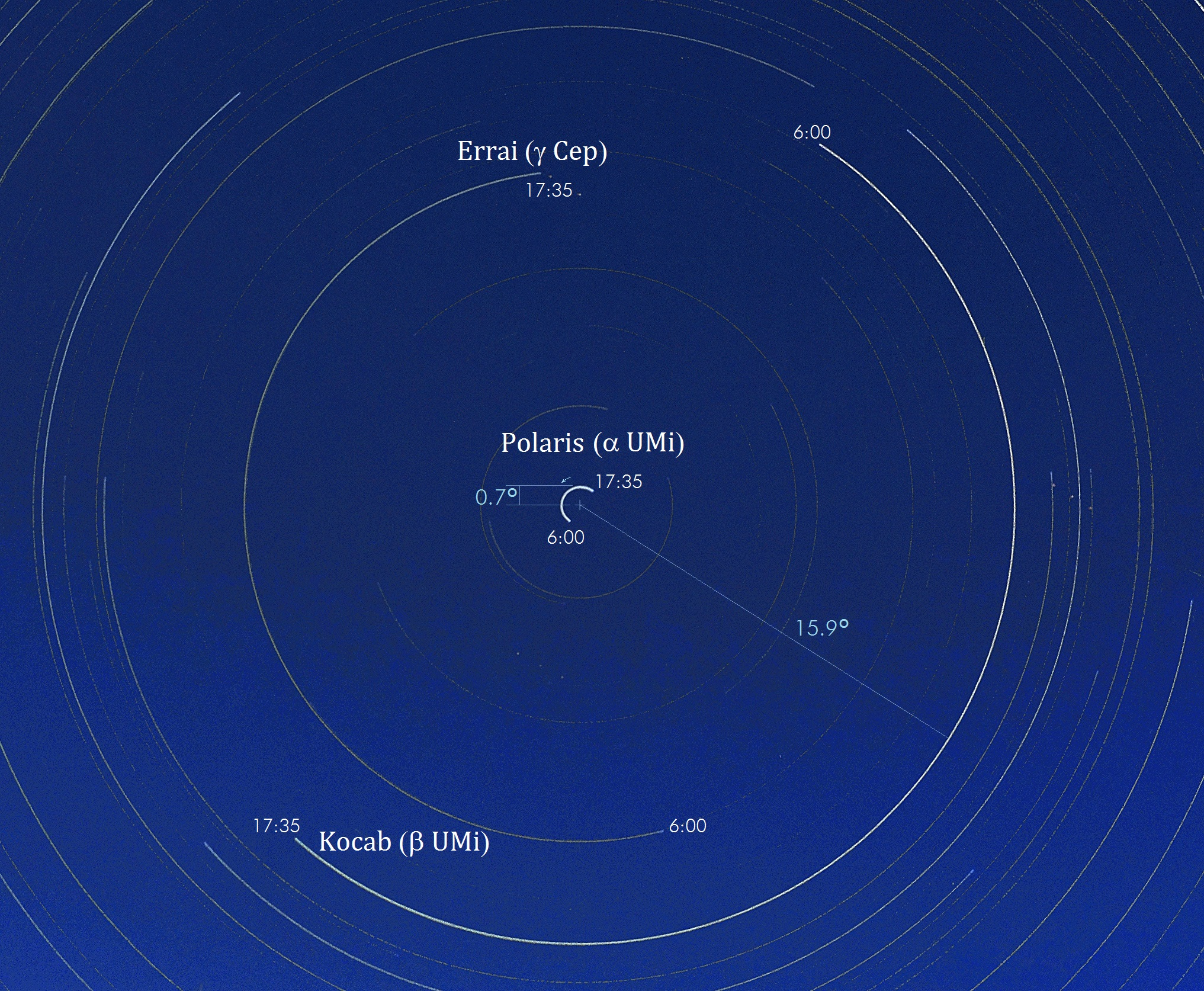
Le mouvement diurne de l'étoile polaire et de ses étoiles proches pendant 12 heures.

En astronomie, le mouvement diurne est le mouvement apparent de rotation des astres dans le ciel autour d'un pôle céleste.

## Principe
Le mouvement diurne est un mouvement apparent : il résulte de la rotation de la Terre qui peut être définie, en première approximation, comme le mouvement de rotation propre de la Terre autour de son axe. La Terre tourne sur un axe qui définit l'orientation Nord-Sud. Mais comme nous, sur Terre, participons à ce mouvement, il nous semble que le ciel tourne dans le sens inverse.

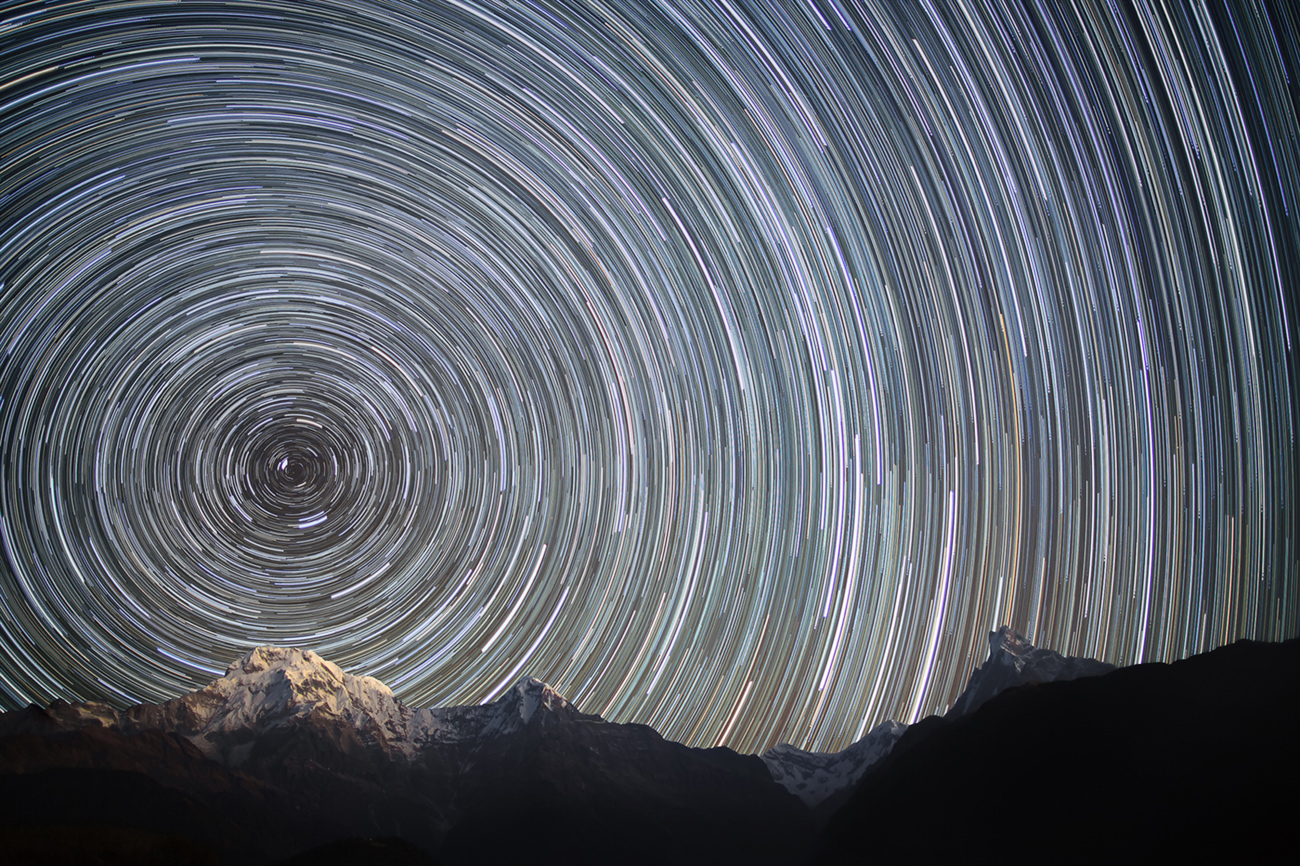
Cette photographie en pose longue du ciel nocturne dans l’hémisphère nord au-dessus de l’Himalaya népalais montre les trajectoires apparentes des étoiles lors de la rotation de la Terre.

Puisque l'étoile polaire, dans l'hémisphère nord, se situe aujourd'hui quasiment dans le prolongement de l'axe de rotation de la Terre, elle ne semble pas bouger au cours de la nuit. À cause de la précession de l'axe de la Terre, l'actuelle étoile polaire ne sera plus utile en ce sens d'ici un millier d'années. Ensuite, d'autres étoiles pourront jouer ce rôle (voir Changement séculaire de l’étoile polaire).
Le mouvement diurne est un mouvement périodique, d'une durée d'un jour stellaire (23 h 56 min 4,1 s).

## Photographie
Pour mettre en évidence le mouvement diurne sur une photographie, il suffit de prendre un cliché du ciel nocturne avec une pose suffisamment longue, et l'on verra les étoiles tracer des arcs de cercles à raison de 15° par heure de pose.

Mouvement diurne du ciel au solstice de décembre à 43°N. Les étoiles représentées sont : α Cma, α Car, α Boo, α Lyr, α Aur, α Cmi, α Eri, α Ori, α Aql, α Sco, α PsA, α Cyg. α Uma, α Umi et α Ari.